# فيت نغوين نغوين
فيت نغوين نغوين (بالإنجليزية: Viet Nguyen)‏ (6 أغسطس 1976 بدالاس في الولايات المتحدة - ) هو مدرب كرة قدم ولاعب كرة قدم أمريكي في مركز الهجوم. شارك مع منتخب الولايات المتحدة تحت 20 سنة لكرة القدم. أما مع النوادي، فقد لعب مع Seattle Sounders (1994–2008) ‏ وTacoma Stars ‏.

## وصلات خارجية
- فيت نغوين نغوين على موقع قاعدة بيانات كرة القدم.إي يو (الإنجليزية)